# Ronnie Carroll
Ronnie Carroll (Belfast, 18 augustus 1934 – Londen, 13 april 2015) werd geboren als Ronald Cleghorn en was een Britse zanger en entertainer.
In 1956 scoorde hij zijn eerste hit met Walk hand in hand. In 1962 ging hij voor het Verenigd Koninkrijk naar het Eurovisiesongfestival en eindigde daar 4de met Rind a ding girl. Een jaar later had hij een herkansing met Say wonderful things maar ook hier eindigde hij 4de mee. Er volgden nog twee top 10-hits, maar meer successen kwamen er niet.
Bij de Britse verkiezingen in 2005 kwam hij op voor een kleine partij uit Belfast.
Hij woonde in Hampstead, Londen, waar hij op 80-jarige leeftijd overleed.
1957: Patricia Bredin · 
1959: Pearl Carr & Teddy Johnson · 
1960: Bryan Johnson · 
1961: The Allisons · 
1962: Ronnie Carroll · 
1963: Ronnie Carroll · 
1964: Matt Monro · 
1965: Kathy Kirby · 
1966: Kenneth McKellar · 
1967: Sandie Shaw · 
1968: Cliff Richard · 
1969: Lulu · 
1970: Mary Hopkin · 
1971: Clodagh Rodgers · 
1972: The New Seekers · 
1973: Cliff Richard · 
1974: Olivia Newton-John · 
1975: The Shadows · 
1976: Brotherhood of Man · 
1977: Lynsey de Paul & Mike Moran · 
1978: Co-Co · 
1979: Black Lace · 
1980: Prima Donna · 
1981: Bucks Fizz · 
1982: Bardo · 
1983: Sweet Dreams · 
1984: Belle & The Devotions · 
1985: Vikki Watson · 
1986: Ryder · 
1987: Rikki · 
1988: Scott Fitzgerald · 
1989: Live Report · 
1990: Emma · 
1991: Samantha Janus · 
1992: Michael Ball · 
1993: Sonia · 
1994: Frances Ruffelle · 
1995: Love City Groove · 
1996: Gina G · 
1997: Katrina & the Waves · 
1998: Imaani · 
1999: Precious · 
2000: Nicki French · 
2001: Lindsay Dracass · 
2002: Jessica Garlick · 
2003: Jemini · 
2004: James Fox · 
2005: Javine Hylton · 
2006: Daz Sampson · 
2007: Scooch · 
2008: Andy Abraham · 
2009: Jade Ewen · 
2010: Josh Dubovie · 
2011: Blue · 
2012: Engelbert Humperdinck · 
2013: Bonnie Tyler · 
2014: Molly · 
2015: Electro Velvet · 
2016: Joe & Jake · 
2017: Lucie Jones · 
2018: SuRie · 
2019: Michael Rice · 
2021: James Newman ·
2022: Sam Ryder ·
2023: Mae Muller ·
2024: Olly Alexander ·
2025: Remember Monday
- Bibliothèque nationale de France: cb138208299 (data)
- Gemeinsame Normdatei: 1119289866
- International Standard Name Identifier: 0000 0000 3122 6003
- MusicBrainz: f1eb41e0-3b9d-4fa9-a317-7f2e52e5e2e7
- SNAC: w6gm8wf0